# Kolem Norska 2023
12. ročník etapového cyklistického závodu Kolem Norska se konal mezi 26. a 29. květnem 2023 v Norsku. Celkovým vítězem se stal Brit Ben Tulett z týmu Ineos Grenadiers. Na druhém a třetím místě se umístili Američan Magnus Sheffield (Ineos Grenadiers) a Belgičan Thibau Nys (Trek–Segafredo). Závod byl součástí UCI ProSeries 2023 na úrovni 2.Pro.

## Týmy
Závodu se zúčastnilo 8 z 18 UCI WorldTeamů, 7 UCI ProTeamů, 3 UCI Continental týmy a norský národní tým. Všechny týmy nastoupily na start s šesti závodníky kromě týmu Team Flanders–Baloise s pěti jezdci, závod tak odstartovalo 113 jezdců. Do cíle ve Stavangeru dojelo 108 z nich.
UCI WorldTeamy
- Alpecin–Deceuninck
- Bora–Hansgrohe
- EF Education–EasyPost
- Ineos Grenadiers
- Intermarché–Circus–Wanty
- Team DSM
- Team Jumbo–Visma
- Trek–Segafredo

UCI ProTeamy
- Caja Rural–Seguros RGA
- Green Project–Bardiani–CSF–Faizanè
- Human Powered Health
- Q36.5 Pro Cycling Team
- Team Flanders–Baloise
- Tudor Pro Cycling Team
- Uno-X Pro Cycling Team

UCI Continental týmy
- Leopard TOGT Pro Cycling
- Saint Piran
- Team Coop–Repsol

Národní týmy
- Norsko

## Trasa a etapy
| Etapa         | Datum         | Trasa                  | Vzdálenost     | Typ               | Typ                 | Vítěz                    |
| ------------- | ------------- | ---------------------- | -------------- | ----------------- | ------------------- | ------------------------ |
| P             | 26. května    | Bergen – Mount Fløyen  | 7,4 km         |                   | Horská časovka      | Ben Tulett (GBR)         |
| 1             | 27. května    | Jondal Røldal – Hovden | 206 km 85,2 km |                   | Středně těžká etapa | Mike Teunissen (NED)     |
| 2             | 28. května    | Valle – Stavanger      | 165,7 km       |                   | Středně těžká etapa | Thibau Nys (BEL)         |
| 3             | 29. května    | Stavanger – Stavanger  | 151,2 km       |                   | Zvlněná etapa       | Alexander Kristoff (NOR) |
| Celková délka | Celková délka | Celková délka          | Celková délka  | 530,3 km 409,5 km | 530,3 km 409,5 km   | 530,3 km 409,5 km        |

## Průběžné pořadí
| Etapa          | Vítěz              | Celkové pořadí | Bodovací soutěž  | Vrchařská soutěž | Soutěž mladých jezdců | Soutěž týmů           |
| -------------- | ------------------ | -------------- | ---------------- | ---------------- | --------------------- | --------------------- |
| P              | Ben Tulett         | Ben Tulett     | Ben Tulett       | Ben Tulett       | Ben Tulett            | Ineos Grenadiers      |
| 1              | Mike Teunissen     | Ben Tulett     | Magnus Sheffield | Magnus Sheffield | Ben Tulett            | Ineos Grenadiers      |
| 2              | Thibau Nys         | Ben Tulett     | Thibau Nys       | Joel Nicolau     | Ben Tulett            | Ineos Grenadiers      |
| 3              | Alexander Kristoff | Ben Tulett     | Thibau Nys       | Joel Nicolau     | Ben Tulett            | EF Education–EasyPost |
| Konečné pořadí | Konečné pořadí     | Ben Tulett     | Thibau Nys       | Joel Nicolau     | Ben Tulett            | EF Education–EasyPost |

- V 1. etapě nosil Magnus Sheffield, jenž byl druhý v bodovací soutěži, tmavě modrý dres, protože lídr této klasifikace Ben Tulett nosil oranžový dres lídra celkového pořadí.
- V 1. etapě nosil Thibau Nys, jenž byl třetí ve vrchařské soutěži, modře puntíkovaný dres, protože lídr této klasifikace Ben Tulett nosil oranžový dres lídra celkového pořadí a druhý závodník této klasifikace Magnus Sheffield nosil tmavě modrý dres lídra bodovací soutěže.
- V etapách 1 a 2 nosil Mathias Vacek, jenž byl třetí v soutěži mladých jezdců, bílý dres, protože lídr této klasifikace Ben Tulett nosil oranžový dres lídra celkového pořadí a druhý závodník této klasifikace Magnus Sheffield nosil tmavě modrý dres lídra bodovací soutěže.
- Ve 2. etapě nosil Ådne Holter, jenž byl druhý ve vrchařské soutěži, modře puntíkovaný dres, protože lídr této klasifikace Magnus Sheffield nosil tmavě modrý dres lídra bodovací soutěže.
- Ve 3. etapě nosil Magnus Sheffield, jenž byl druhý v soutěži mladých jezdců, bílý dres, protože lídr této klasifikace Ben Tulett nosil oranžový dres lídra celkového pořadí.

## Konečné pořadí
| Legenda | Legenda                         | Legenda | Legenda                               |
| ------- | ------------------------------- | ------- | ------------------------------------- |
|         | Označuje lídra celkového pořadí |         | Označuje lídra vrchařské soutěže      |
|         | Označuje lídra bodovací soutěže |         | Označuje lídra soutěže mladých jezdců |

### Celkové pořadí
| Pořadí | Jezdec                           | Tým                      | Čas        |
| ------ | -------------------------------- | ------------------------ | ---------- |
| 1      | Ben Tulett (GBR)                 | Ineos Grenadiers         | 9h 50' 45" |
| 2      | Magnus Sheffield (USA)           | Ineos Grenadiers         | + 5"       |
| 3      | Thibau Nys (BEL)                 | Trek–Segafredo           | + 23"      |
| 4      | Attila Valter (HUN)              | Team Jumbo–Visma         | + 24"      |
| 5      | Alexander Kamp (DEN)             | Tudor Pro Cycling Team   | + 30"      |
| 6      | Rune Herregodts (BEL)            | Intermarché–Circus–Wanty | + 31"      |
| 7      | Ådne Holter (NOR)                | Uno-X Pro Cycling Team   | + 31"      |
| 8      | Mathias Vacek (CZE)              | Trek–Segafredo           | + 32"      |
| 9      | Tobias Halland Johannessen (NOR) | Uno-X Pro Cycling Team   | + 33"      |
| 10     | Marco Brenner (GER)              | Team DSM                 | + 36"      |

### Bodovací soutěž
| Pořadí | Jezdec                           | Tým                    | Body |
| ------ | -------------------------------- | ---------------------- | ---- |
| 1      | Thibau Nys (BEL)                 | Trek–Segafredo         | 44   |
| 2      | Tobias Lund Andresen (DEN)       | Team DSM               | 37   |
| 3      | Tobias Halland Johannessen (NOR) | Uno-X Pro Cycling Team | 32   |
| 4      | Jordi Meeus (BEL)                | Bora–Hansgrohe         | 32   |
| 5      | Ben Tulett (GBR)                 | Ineos Grenadiers       | 30   |
| 6      | Magnus Sheffield (USA)           | Ineos Grenadiers       | 30   |
| 7      | Alexander Kamp (DEN)             | Tudor Pro Cycling Team | 26   |
| 8      | Edward Planckaert (BEL)          | Alpecin–Deceuninck     | 23   |
| 9      | Attila Valter (HUN)              | Team Jumbo–Visma       | 20   |
| 10     | Mick van Dijke (NED)             | Team Jumbo–Visma       | 19   |

### Vrchařská soutěž
| Pořadí | Jezdec                    | Tým                                | Body |
| ------ | ------------------------- | ---------------------------------- | ---- |
| 1      | Joel Nicolau (ESP)        | Caja Rural–Seguros RGA             | 19   |
| 2      | Mathias Bregnhøj (DEN)    | Leopard TOGT Pro Cycling           | 15   |
| 3      | Torbjørn Andre Røed (NOR) | Norsko                             | 13   |
| 4      | Mathias Vacek (CZE)       | Trek–Segafredo                     | 9    |
| 5      | Magnus Sheffield (USA)    | Ineos Grenadiers                   | 9    |
| 6      | Ben Tulett (GBR)          | Ineos Grenadiers                   | 8    |
| 7      | Ådne Holter (NOR)         | Uno-X Pro Cycling Team             | 7    |
| 8      | Manuele Tarozzi (ITA)     | Green Project–Bardiani–CSF–Faizanè | 7    |
| 9      | Dries De Pooter (BEL)     | Intermarché–Circus–Wanty           | 7    |
| 10     | Lorenzo Milesi (ITA)      | Team DSM                           | 6    |

### Soutěž mladých jezdců
| Pořadí | Jezdec                       | Tým                      | Čas        |
| ------ | ---------------------------- | ------------------------ | ---------- |
| 1      | Ben Tulett (GBR)             | Ineos Grenadiers         | 9h 50' 45" |
| 2      | Magnus Sheffield (USA)       | Ineos Grenadiers         | + 5"       |
| 3      | Thibau Nys (BEL)             | Trek–Segafredo           | + 23"      |
| 4      | Mathias Vacek (CZE)          | Trek–Segafredo           | + 32"      |
| 5      | Marco Brenner (GER)          | Team DSM                 | + 36"      |
| 6      | Lorenzo Milesi (ITA)         | Team DSM                 | + 49"      |
| 7      | Axel Laurance (FRA)          | Alpecin–Deceuninck       | + 1' 06"   |
| 8      | Johannes Staune-Mittet (NOR) | Team Jumbo–Visma         | + 1' 15"   |
| 9      | Tobias Lund Andresen (DEN)   | Team DSM                 | + 1' 31"   |
| 10     | Madis Mihkels (EST)          | Intermarché–Circus–Wanty | + 1' 39"   |

### Soutěž týmů
| Pořadí | Tým                      | Čas         |
| ------ | ------------------------ | ----------- |
| 1      | EF Education–EasyPost    | 29h 34' 30" |
| 2      | Uno-X Pro Cycling Team   | + 4"        |
| 3      | Ineos Grenadiers         | + 8"        |
| 4      | Team DSM                 | + 12"       |
| 5      | Team Jumbo–Visma         | + 20"       |
| 6      | Trek–Segafredo           | + 1' 01"    |
| 7      | Bora–Hansgrohe           | + 1' 07"    |
| 8      | Intermarché–Circus–Wanty | + 1' 14"    |
| 9      | Alpecin–Deceuninck       | + 1' 33"    |
| 10     | Q36.5 Pro Cycling Team   | + 1' 54"    |